# Валкенбюрг-ан-де-Гёл
Валкенбург-ан-де-Гёл (нидерл. Valkenburg aan de Geul) — муниципалитет, расположенный в юго-восточной части Нидерландов, в провинции Лимбург. Название происходит от наименование муниципального образования Валкенбург и реки, которая протекает про его территории — Гёл (нид.). Город является туристическим центром с многими достопримечательностями.

## История
История поселения на территории современного Валкенбург-ан-де-Гёла уходит своими корнями глубоко в XI век. Первые упоминания — к 1041 году относительно поселения с названием «Falchenberch». Достоверно известно, что в 1115 году, уже были возведены укрепления, которые принадлежали Госевейну I (нид.), лорду Валкенбюрга. Эти оборонительные сооружения были разрушены при осаде города Генрихом V, императором Священной Римской империи в 1122 году. Замок был перестроен в последующее столетие, однако снова был разрушен при осаде, на этот раз Жаном III, герцогом Брабанта. Современные руины, которые являются достопримечательностью — остатки королевского замка, перестроенного в XIV веке. Именно в этом городе была рождена и выросла Беатрикс Фалкенбург (нид.), которая в 1269 году, в возрасте 15 лет, вышла замуж за 60-летнего Ричарда Корнуолла, короля Священной Римской империи. В декабре 1672 году замок был вновь разрушен голландскими войсками под предводительством Вильгельма III, который совершал предупредительный манёвр, пытаясь помешать армии короля Франции Людовика XIV захватить крепость. Разрушения были настолько внушительными, что после этого попытки восстановить замок больше не предпринимались. XIX век для города ознаменовался расцветом туризма, благодаря расположению и окружающей природе. Валкенбург-ан-де-Гёл становится востребованным местом отдыха для состоятельных лиц в Нидерландах и из других стран. Прокладка железной дороги в 1853 году ускорила этот процесс. В 1960-х - 1970-х годах город ежегодно предпринимал около миллиона туристов.

## Административно-территориальное деление
Город Валкенбург-ан-де-Гёл является муниципалитетом. Он был создан 1 января 1982 года путём слияния городов и посёлков. На сегодняшний день, муниципалитет Валкенбург-ан-де-Гёл состоит из:
- Валкенбюрг;
- Berg;
- Vilt;
- Terblijt;
- Broekhem;
- Emmaberg;
- Heek;
- Houthem-St. Gerlach;
- Гёлхем (нид.);
- Strabeek;
- Oud-Valkenburg;
- Schin op Geul;
- Strucht;
- Walem;
- Schoonbron;
- Sibbe;
- IJzeren.[4]

## Экономика
Большинство жителей Валкенбург-ан-де-Гёла занято в бизнес-туризме, а именно оказании сопутствующих услуг в сфере обслуживании. На втором месте остаётся отрасль сельского хозяйства. Жители работают на частных фермерских предприятиях, как наёмные работники у крупных компаниях, специализирующихся на выращивании фруктов.

## Достопримечательности
| Название             | Описание | Изображение |
| -------------------- | --- | ----------- |
| Cauberg              | Cauberg — это холм, склон, и улица. Его склон используется в ходе крупных чемпионатов по велоспорту. Достопримечательности: катакомбы, памятник движению сопротивления оккупантам во времена Второй Мировой войны, бывший монастырь «Конгрегация священных сердец Иисуса и Марии», кладбище с часовней в нео-готическом стиле, театр под открытым небом и мн.другое                                                     |             |
| Gerendal             | Gerendal — популярная пешеходная зона, в виде асимметричного трёхкилометрового участка с нетронутой природной средой. Движение автотранспорта запрещено. |             |
| Natura 2000, Geuldal | Один из районов Валкенбург-ан-де-Гёла, который входит в сеть природоохранных территорий на территории Европейского Союза. Район с особым статусом, где запрещено любое видоизменение природного фонда, флоры и фауны. Сельскохозяйственная деятельность и любая другая в этом роде — запрещена на законодательном уровне. В национальном списке «Lijst van Natura 2000-gebieden in Nederland» значится под номером 157. |             |
| Valkenburg castle    | Замок Валкенбюрг (точнее руины замка). Является уникальным в Нидерландах, будучи единственным замком в стране, который построенный на холме. Замок занесён в сотню лучших голландских памятников культуры. |             |
| Oud-Valkenburg       | Ауд-Валкенбург-небольшая деревня в муниципалитете Валкенбург-ан-де-Гёл. две средневековые замки:Genhoes и Schaloen. Это небольшое поселение на 130 человек, тем не менее насчитывает: два средневековых замка, Римо-Католическая церковь Святого Иоанна Крестителя со средневековым нефом; клиросом и алтарем в стиле барокко (архитектор Johann Joseph Couven).                                                        |             |
| Holland Casino       | Один из филиалов сети казино в Нидерландах. Вокруг здания разбит большой парк (Kuurpark). |             |
| Romeinse Katakomben  | Развлечение для туристов, бывшие копи, где добывали мергель, которые впоследствии были стилизовали под «римские катакомбы». |             |

## Известные уроженцы
- Gerlach of Valkenberg (1100—1170 гг.), канонизированный святой;
- Engelbert of Valkenburg (1220—1274 гг.), архиепископ Кёльна;
- Beatrice of Valkenburg (1254—1277 гг.), супруга короля Священной Римской Ричарда Корнуолла, номинально — королева Священной Римской империи;
- Кёйперс, Питер (1827—1921 гг.), нидерландский архитектор; проживал и работал в Valkenburg;
- Васманн, Эрих (1859—1931 гг.), австрийский монах-иезуит и энтомолог;
- Ханло, Ян (1912—1969), голландский поэт и писатель;
- Lei Molin (1927—1990), художник;
- Gerlach Cerfontaine (born in 1946) бизнесмен, генеральный директор (CEO of Schiphol Group);
- Camiel Eurlings (born 1973), политик, бизнесмен (корпоративный директор KLM);
- Marjon Lambriks (born 1949), певец, обладатель голоса-сопрано;
- Rob Ruijgh (born 1986), велогонщик.